# 新尼古拉耶夫斯基区
新尼古拉耶夫斯基区（俄语：Новониколаевский район）是俄罗斯联邦伏尔加格勒州下辖的一个区，其行政中心为新尼古拉耶夫斯基。据2016年统计，该区的人口为21293人。